# Luka Goginava
Pas d'image ? Cliquez ici

a Compétitions nationales et continentales officielles uniquement.

b Matchs officiels uniquement.
Dernière mise à jour le 4 décembre 2024.
Luka Goginava (en géorgien : ლუკა გოგინავა), né le 4 octobre 1996 à Tbilissi (Géorgie), est un joueur international géorgien de rugby à XV qui évolue au poste de pilier gauche au Stade montois.

## Biographie
Luka Goginava commence sa carrière internationale en 2014, lors-qu’étant membre du RC Locomotive, il prend part au championnat d'Europe des moins de 18 ans de la Géorgie.
En 2015, il débute en Didi 10 avec le Locomotive, et prend part en fin de saison au mondial junior 2016. Il entre à trois reprises en jeu, et inscrit un essai dans la compétition.
À la suite de ce mondial, il intègre le centre de formation du Racing 92. Il reste deux ans dans l'académie du Racing, où il est notamment épaulé par Vasil Kakovin. Après deux saisons dans l'académie du Racing, il est prêté au CA Brive en Pro D2. Il y retrouve deux anciens partenaires de sélection, Vasil Lobzhanidze et Otar Giorgadze. Il ne sera titularisé qu'à une seule reprise, face à Biarritz, mais rentre à dix reprises en jeu en tant que remplaçant. Sa fin de saison sera compliquée, avec une blessure contractée à la cuisse.
Après la promotion de Brive, il n'est pas conservé au club, ni dans son équipe d'origine le Racing. Il signe un contrat de trois ans en faveur de Soyaux Angoulême XV, toujours en Pro D2. Dès sa première saison, il y obtient plus de temps de jeu qu'à Brive, avec sept titularisations pour vingt matchs disputés dans l'année.
Il s'engage au FC Grenoble pour trois saisons à partir de juillet 2021.
Durant la saison 2022-2023, son club termine à la deuxième place de la phase régulière du championnat et se qualifie jusqu'en finale où il affronte Oyonnax. Pour ce match, Luka Goginava est titulaire et joue 51 minutes avant d'être remplacé par Zack Gauthier mais le FC Grenoble s'incline sur le score de 14 à 3.
Lors de la saison 2023-2024, il est de nouveau finaliste de Pro D2 et affronte cette fois le RC Vannes. Pour cette finale, il est titularisé en première ligne accompagné par Barnabé Massa et Régis Montagne. Comme l'année précédente, les Grenoblois sont battus aux portes du Top 14, sur le score de 16 à 9. En barrage pour la montée en première division, le FC Grenoble fait face au Montpellier HR. Goginava débute la rencontre sur le banc des remplaçants puis entre en jeu. Cependant, pour la deuxième année consécutive, son club rate la montée lors du barrage défait à trois minutes de la fin 18-20.
Durant l'été 2024, il connaît ses premières capes internationales avec la Géorgie puis il rejoint le Stade montois,.

## Palmarès
- Vainqueur du Championnat de France espoirs (Poule Play-off) en 2017 avec le Racing 92
- Finaliste du Championnat de France de Pro D2 en 2019 avec le CA Brive et en 2023 et 2024 avec le FC Grenoble.
- Vainqueur du barrage d'accession au Top 14 en 2019 avec le CA Brive